# La Roche-Blanche, Loire-Atlantique
La Roche-Blanche är en kommun i departementet Loire-Atlantique i regionen Pays de la Loire i nordvästra Frankrike. Kommunen ligger i kantonen Ancenis som tillhör arrondissementet Ancenis. År 2022 hade La Roche-Blanche 1 258 invånare.

## Befolkningsutveckling
Antalet invånare i kommunen La Roche-Blanche
| Referens: INSEE |